# ゴールデン・クリッパー
ゴールデン・クリッパーとは、ショートドリンクに分類される、カクテルである。

## 標準的なレシピ
- ドライ・ジン
- ラム（ホワイト）
- ピーチ・ブランデー
- オレンジ・ジュース

上記の材料を等量ずつ用意し、全てを一度にシェークして、カクテル・グラス（容量75〜90ml程度）に注げば完成である。

## その他
似た名前のカクテルとして、「ゴールデン・スリッパー」というものがあるが、このゴールデン・クリッパーとは全く違うカクテルである。なお、英語で表記した場合も、Golden Clipper CocktailとGolden Slipper Cocktailの一字違い。